# Триумфальная арка Патусай
Патусай (лао: ປະຕູໄຊ) — военный мемориал в центре Вьентьяна. Патусай посвящена воинам, сражавшимся за независимость от Франции. Хотя арка Патусай и является аналогом Триумфальной арки в Париже, дизайн её типично лаосский, декорированный массой мифологических фигур, таких как, например, киннары.

## История
Патусай — составное слово, в котором ‘Patu’ означает «двери» или «ворота», а ‘Xai’ — производное от санскр. जयः (IAST: jayaḥ), означающего «победа». Арка возводилась в не самый спокойный для Лаоса период.
Дизайн мемориала спроектировал архитектор Там Сайастсена, житель Лаоса.
Какое-то время арка носила название Анусавари («память») и представляла собой мемориал в честь лаосских солдат, погибших в войнах.
В 1975 году, когда Патет Лао совершили государственный переворот и взяли власть в свои руки, название монумента было изменено на Патусай.

## География
Триумфальная арка Патусай находится в самом сердце Вьентьяна, один из её проходов ведёт к авеню Ланг Санг. Авеню Ланг Санг, протянувшаяся от Дворца Хор Кхам до Великой Ступы Пха Тхатлуанг), зачастую именуют «Елисейскими Полями Вьентьяна». Разбитый рядом с аркой парк с музыкальными фонтанами дополняет картину музыкальным сопровождением.

## Архитектура
Мемориал насчитывает пять башен, символизирующие пять принципов сосуществования наций в мире. Они перекликаются с пятью священными заповедями буддизма.
Монумент имеет четыре прохода, соответствующие четырём сторонам света. Напротив каждого входа находится пруд. Четыре пруда символизируют открытый цветок лотоса (дань уважения лаосцев храбрым воинам нации). Четыре угла ворот украшены статуями Короля нагов (символ Лаоса), пускающими в пруды струи воды (каждая из которых означает природу, плодородие, благополучие или счастье).
Внутри арки находятся две лестницы, с помощью которых можно подняться на самый верх, к смотровым площадкам. На первом этаже находятся службы управления монументом, а также сувенирные лавки. На втором этаже располагается музей, посвящённый героям Лаоса.
Следующий уровень представляет собой открытую площадку с четырьмя расставленными по углам башнями. Башни декорированы лиственным орнаментом и шпилями. Башни снабжены электрической подсветкой, включаемой в торжественные и праздничные дни. Помимо угловых башен, на этом уровне присутствует и центральная башня, большего размера, с лестницей, ведущей на самый верх, откуда открывается панорамный вид на Вьентьян.
В 2010 году, к 450-летию столичного статуса Вьентьяна, на арке должны установить два лифта.